# Communauté de communes Enclave des Papes-Pays de Grignan
La communauté de communes Enclave des Papes-Pays de Grignan est un établissement public de coopération intercommunale à fiscalité propre créé le 1er janvier 2014 d’une fusion-extension liée à la procédure de mise en œuvre des schémas départementaux de coopération intercommunale, imposée par la loi du 16 décembre 2010 de réforme des collectivités territoriales. 
Son territoire regroupe les anciens périmètres de la communauté de communes de l'Enclave des Papes, de la communauté de communes du Pays de Grignan et de la commune isolée de Grignan.
Elle se situe sur deux départements, la Drôme et le Vaucluse, et sur deux régions, Auvergne-Rhône-Alpes et Provence-Alpes-Côte d'Azur.

## Historique
Dans le cadre des prescriptions des  schémas départementaux de coopération intercommunale du Vaucluse et de la Drôme, l'intercommunalité a été créée par un arrêté interpréfectoral du 16 mai 2013 fusionnant le 1er janvier 2014  la communauté de communes de l'Enclave des Papes et la communauté de communes du Pays de Grignan, rejointes par la commune de Grignan jusqu'alors isolée. 

## Territoire communautaire

### Composition
La communauté de communes est composée des 19 communes suivantes :

| Nom                        | Code Insee | Gentilé            | Superficie (km2) | Population (dernière pop. légale) | Densité (hab./km2) |
| -------------------------- | ---------- | ------------------ | ---------------- | --------------------------------- | ------------------ |
| Valréas (siège)            | 84138      | Valréassiens       | 57,97            | 9 285 (2022)                      | 160                |
| Chamaret                   | 26070      | Chamaretois        | 7,79             | 527 (2022)                        | 68                 |
| Chantemerle-lès-Grignan    | 26073      | Chantemerlais      | 9,82             | 244 (2022)                        | 25                 |
| Colonzelle                 | 26099      | Colonzellois       | 6,06             | 528 (2022)                        | 87                 |
| Grignan                    | 26146      | Grignanais         | 43,43            | 1 589 (2022)                      | 37                 |
| Grillon                    | 84053      | Grillonnais        | 14,92            | 1 724 (2022)                      | 116                |
| Montbrison-sur-Lez         | 26192      | Montbrisonnais     | 12,83            | 269 (2022)                        | 21                 |
| Montjoyer                  | 26203      | Montjoyeriens      | 18,02            | 277 (2022)                        | 15                 |
| Montségur-sur-Lauzon       | 26211      | Montségurais       | 18,24            | 1 371 (2022)                      | 75                 |
| Le Pègue                   | 26226      | Le Pèguois         | 11,12            | 363 (2022)                        | 33                 |
| Réauville                  | 26261      | Réauvillois        | 18,22            | 394 (2022)                        | 22                 |
| Richerenches               | 84097      | Richerenchois      | 10,96            | 539 (2022)                        | 49                 |
| Roussas                    | 26284      | Roussassiens       | 16,07            | 400 (2022)                        | 25                 |
| Rousset-les-Vignes         | 26285      | Roussettois        | 15,45            | 275 (2022)                        | 18                 |
| Saint-Pantaléon-les-Vignes | 26322      | Saint-Pantaléonais | 8,31             | 400 (2022)                        | 48                 |
| Salles-sous-Bois           | 26335      | Sallois            | 9,5              | 214 (2022)                        | 23                 |
| Taulignan                  | 26348      | Taulignanais       | 34,65            | 1 632 (2022)                      | 47                 |
| Valaurie                   | 26360      | Valauriens         | 12,3             | 720 (2022)                        | 59                 |
| Visan                      | 84150      | Visanais           | 41,07            | 1 875 (2022)                      | 46                 |

### Démographie
| 1968   | 1975   | 1982   | 1990   | 1999   | 2006   | 2011   | 2016   | 2019   |
| ------ | ------ | ------ | ------ | ------ | ------ | ------ | ------ | ------ |
| 15 943 | 16 709 | 18 376 | 20 181 | 21 239 | 22 440 | 22 808 | 22 967 | 22 802 |

| 2022   | - | - | - | - | - | - | - | - |
| ------ | - | - | - | - | - | - | - | - |
| 22 626 | - | - | - | - | - | - | - | - |

## Organisation

### Siège
La communauté de communes a son siège à Valréas, Espace Germain Aubert, 17 A rue de Tourville.

### Élus
La communauté de communes Enclave des Papes-Pays de Grignan est administrée par un organe délibérant : le conseil communautaire, composé de conseillers communautaires élus au suffrage universel direct, au scrutin de liste dans les communes de 1000 habitants et plus, et désignés dans l’ordre de la liste des conseillers municipaux dans les communes de moins de 1000 habitants.
Conformément à l’arrêté inter-préfectoral du 29 octobre 2019, le Conseil Communautaire de la CCEPPG se compose de 45 membres titulaires et 13 suppléants.
À la suite des élections municipales de 2020, les élus communautaires ont été désignés et installés lors du Conseil du 16 juillet 2020. 
Patrick Adrien, maire de Valréas, a été élu comme président.

### Liste des présidents
| Période      | Période                         | Identité          | Étiquette | Qualité |
| ------------ | ------------------------------- | ----------------- | --------- | --- |
| janvier 2014 | avril 2014                      | Patrick Adrien    | DvD       | Gérant de société retraité |
| avril 2014,  | juin 2016                       | Myriam-Henri Gros | MoDem     | Officier supérieur de l’Armée de Terre, Officier dans l’Ordre National du Mérite Conseiller municipal d'opposition de Valréas Démissionnaire |
| juin 2016,   | En cours (au 26 septembre 2019) | Patrick Adrien    | LR        | Gérant de société retraité Maire de Valréas (2014 → )                                                                                        |

### Régime fiscal et budget
La Communauté de Communes est un établissement public de coopération intercommunale à fiscalité propre.
Afin de financer l'exercice de ses compétences, l'intercommunalité perçoit la fiscalité professionnelle unique (FPU) – qui a succédé à la taxe professionnelle unique (TPU) – et assure une péréquation de ressources entre les communes résidentielles et celles dotées de zones d'activités.